# Susurluk
Susurluk ist  eine Stadt im gleichnamigen Ilçe (Landkreis) der türkischen Provinz Balıkesir und gleichzeitig ein Stadtbezirk der 2012 geschaffenen Büyükşehir belediyesi Balıkesir (Großstadtgemeinde/Metropolprovinz). Seit einer Gebietsreform 2013 ist die Kreisstadt flächen- und einwohnermäßig identisch mit dem Landkreis.
Bis Ende 2012 bestand der Kreis neben der Kreisstadt noch aus zwei Belediye: Göbel (3) und Karapürçek (2 Mahalle). Des Weiteren existierten noch 44 Dörfer (Köy), die in drei Bucak organisiert waren: Göbel (7), Ömerköy (11) und dem zentralen Bucak (Merkez Bucağı) mit 26 Dörfern. Diese Dörfer und die beiden Belediye (deren vorhandenen Mahalles wurden aufgelöst) wurden während der Verwaltungsreform in Mahalles überführt, die acht Mahalles der Kreisstadt blieben unverändert. 
Susurluk wurde 1877/1878 nach dem osmanisch-russischen Krieg von bulgarischen, kaukasischen und turkmenischen Flüchtlingen besiedelt. Die im Stadtlogo abgebildete Jahreszahl 1901 dürfte auf das Jahr der Erhebung zur Gemeinde (Belediye/Belde) hinweisen.
In der Umgebung von Susurluk werden hauptsächlich landwirtschaftliche Produkte wie Milch, Käse und Joghurt industriell produziert. Der Ort ist für seinen Käse-Toast, den „Susurluk Tostu“ sowie seinen Ayran überregional bekannt.
Bekannt wurde der Ort durch den Verkehrsunfall von Susurluk am 3. November 1996, wo eine politische Verbindung von Mafia, Polizei und Staat aufflog und in der Regierung von Ministerpräsidentin Tansu Çiller eine Regierungskrise auslöste; bei dem Unfall kam der Rechtsterrorist und Drogenhändler Abdullah Çatlı, ein führendes Mitglied der rechtsextremen Organisation „Graue Wölfe“, ums Leben, während der Parlamentsabgeordnete der DYP und Führer von mehreren Dorfschützereinheiten, Sedat Edip Bucak, schwerverletzt wurde. Aufgrund des Drucks und der Diskussionen über die Verstrickung des türkischen Staats in illegale Machenschaften (siehe Tiefer Staat) traten der damalige Innenminister Mehmet Ağar und mehrere hohe Beamte zurück.